# Brenzone
Brenzone é uma comuna italiana da região do Vêneto, província de Verona, com cerca de 2.357 habitantes. Estende-se por uma área de 50,04 km², tendo uma densidade populacional de 47 hab/km². Faz fronteira com Ferrara di Monte Baldo, Gargnano (BS), Malcesine, San Zeno di Montagna, Tignale (BS), Torri del Benaco, Tremosine (BS).

## Demografia
| Variação demográfica do município entre 1861 e 2011                               |
|                                                                                   |
| Fonte: Istituto Nazionale di Statistica (ISTAT) - Elaboração gráfica da Wikipedia |